# Desa Rakitan (administrativ by i Indonesien, lat -7,36, long 109,70)
Desa Rakitan är en administrativ by i Indonesien.   Den ligger i provinsen Jawa Tengah, i den västra delen av landet, 300 km öster om huvudstaden Jakarta.